# 乃木坂お試し中
『乃木坂お試し中』（のぎざかおためしちゅう）は、乃木坂46のメンバーがさまざまな“お試し企画”に挑戦し、まだ世間に知られていない才能を発掘するTBSテレビ制作のバラエティ番組。2021年2月27日から日本のCS放送・TBSチャンネル1で毎月最終土曜日23:00 - 23:30に放送されている。

## 概要
乃木坂46のメンバーがさまざまな"お試し企画"に挑戦し、まだ世間に知られていない才能を発掘！業界関係者の目に留まり、新たな仕事を手にするためのサポートをするバラエティ番組で企画ごとにメンバー数人が出演する。
レギュラー出演者は乃木坂46・3期生の伊藤理々杏とドランクドラゴン・鈴木拓。

## 出演者
- 伊藤理々杏（いとう りりあ）: 2代目MC、#11から担当[3]。
- 鈴木拓（すずき たく）：MC、#1からレギュラー出演。お笑いコンビドランクドラゴンのメンバー[4]。
- 篠原梨菜（しのはら りな、TBSアナウンサー）：ナレーション[5]。#27、#28では「特別講師」として出演[6]。

### 過去の出演者
- 寺田蘭世（てらだ らんぜ）：初代MC、#1からレギュラー出演。乃木坂46卒業に伴い#10が最後の出演[7]。

## 放送日程
| #  | 放送日          | 内容                                                         | ゲスト出演者                                                               | 脈アリガール         |
| -- | --------------- | ------------------------------------------------------------ | -------------------------------------------------------------------------- | -------------------- |
| 1  | 2021年02月27日  | お試し会議前編                                               | 伊藤純奈、吉田綾乃クリスティー、渡辺みり愛、和田まあや                     |                      |
| 2  | 2021年03月27日  | お試し会議後編                                               | 伊藤純奈、吉田綾乃クリスティー、渡辺みり愛、和田まあや                     |                      |
| 3  | 2021年04月24日  | イメチェンお試し中                                           | 伊藤理々杏、阪口珠美、佐藤楓、鈴木絢音                                     | 鈴木絢音             |
| 4  | 2021年05月29日  | 激辛お試し中                                                 | 伊藤理々杏、阪口珠美、佐藤楓、鈴木絢音                                     | 伊藤理々杏           |
| 5  | 2021年06月26日  | バイクお試し中                                               | 山崎怜奈、中村麗乃、柴田柚菜、弓木奈於                                     | 山崎怜奈             |
| 6  | 2021年07月31日  | 一流お試し中                                                 | 山崎怜奈、中村麗乃、柴田柚菜、弓木奈於                                     | 弓木奈於             |
| 7  | 2021年08月28日  | 先輩後輩お試し中                                             | 伊藤純奈、渡辺みり愛、黒見明香、林瑠奈                                     |                      |
| 8  | 2021年09月25日  | 夏休みお試し中                                               | 和田まあや、佐藤楓、黒見明香、林瑠奈                                       | 黒見明香             |
| 9  | 2021年010月30日 | 元気お試し中                                                 | 和田まあや、向井葉月、佐藤璃果、矢久保美緒                                 | 寺田蘭世 向井葉月    |
| 10 | 2021年011月27日 | 寺田蘭世卒業スペシャル                                       | 和田まあや、向井葉月、佐藤璃果、矢久保美緒                                 |                      |
| 11 | 2021年012月25日 | 沖縄お試し中                                                 | 中村麗乃、吉田綾乃クリスティー、柴田柚菜、松尾美佑                         | 中村麗乃             |
| 12 | 2022年01月29日  | グルメバラエティお試し中                                     | 中村麗乃、吉田綾乃クリスティー、柴田柚菜、松尾美佑                         | 柴田柚菜             |
| 13 | 2022年02月26日  | 冬キャンプお試し中前編                                       | 阪口珠美、佐藤楓、金川紗耶、矢久保美緒                                     |                      |
| 14 | 2022年03月24日  | 冬キャンプお試し中後編                                       | 阪口珠美、佐藤楓、金川紗耶、矢久保美緒                                     | 金川紗耶             |
| 15 | 2022年04月29日  | 大喜利お試し中                                               | 和田まあや、吉田綾乃クリスティー、佐藤璃果、松尾美佑                       | 佐藤璃果             |
| 16 | 2022年05月28日  | ぶりっ子お試し中                                             | 和田まあや、吉田綾乃クリスティー、佐藤璃果、松尾美佑                       | 松尾美佑             |
| 17 | 2022年06月25日  | 浴衣お試し中前編                                             | 佐藤楓、向井葉月、金川紗耶、弓木奈於                                       |                      |
| 18 | 2022年07月30日  | 浴衣お試し中後編                                             | 佐藤楓、向井葉月、金川紗耶、弓木奈於                                       | 向井葉月             |
| 19 | 2022年08月27日  | 俳句お試し中                                                 | 佐藤楓、向井葉月、金川紗耶、弓木奈於                                       |                      |
| 20 | 2022年09月24日  | 和田まあや卒業スペシャル前編                                 | 和田まあや、阪口珠美、黒見明香                                             |                      |
| 21 | 2022年010月29日 | 和田まあや卒業スペシャル後編 ※1時間スペシャル                | 和田まあや、阪口珠美、黒見明香、樋口日奈                                   |                      |
| 22 | 2022年011月29日 | クリスマスパーティーお試し中前編                             | 中村麗乃、向井葉月、吉田綾乃クリスティー、黒見明香、五百城茉央、奥田いろは |                      |
| 23 | 2022年012月24日 | クリスマスパーティーお試し中後編                             | 中村麗乃、向井葉月、吉田綾乃クリスティー、黒見明香、五百城茉央、奥田いろは | 吉田綾乃クリスティー |
| 24 | 2023年01月28日  | トランプお試し中                                             | 中村麗乃、向井葉月、吉田綾乃クリスティー、黒見明香                         | 中村麗乃             |
| 25 | 2023年02月25日  | 未公開お試し中                                               | 金川紗耶、佐藤璃果、池田瑛紗、菅原咲月                                     | 佐藤璃果             |
| 26 | 2023年03月25日  | 太鼓持ちお試し中                                             | 金川紗耶、佐藤璃果、池田瑛紗、菅原咲月                                     | 金川紗耶             |
| 27 | 2023年04月29日  | アナウンサーお試し中前編                                     | 清宮レイ、林瑠奈、松尾美佑、弓木奈於                                       |                      |
| 28 | 2023年05月27日  | アナウンサーお試し中後編                                     | 清宮レイ、林瑠奈、松尾美佑、弓木奈於                                       | 林瑠奈               |
| 29 | 2023年06月24日  | お小遣い争奪バトル                                           | 金川紗耶、弓木奈於                                                         |                      |
| 30 | 2023年07月29日  | 伊藤理々杏＆中村麗乃、選抜おめでとうスペシャル               | 中村麗乃                                                                   |                      |
| 31 | 2023年08月26日  | ワンフレーズお試し中                                         | 佐藤楓、吉田綾乃クリスティー、小川彩、冨里奈央                             | 冨里奈央             |
| 32 | 2023年09月30日  | 神業お試し中                                                 | 佐藤楓、吉田綾乃クリスティー、小川彩、冨里奈央                             | 吉田綾乃クリスティー |
| 33 | 2023年010月28日 | バスケットボールお試し中                                     | 黒見明香、清宮レイ、林瑠奈、岡本姫奈                                       |                      |
| 34 | 2023年011月25日 | 昭和お試し中                                                 | 黒見明香、清宮レイ、林瑠奈、岡本姫奈                                       | 岡本姫奈             |
| 35 | 2023年012月23日 | 忘年会お試し中                                               | 吉田綾乃クリスティー、佐藤璃果、松尾美佑                                   | 佐藤璃果             |
| 36 | 2024年01月27日  | 強運お試し中                                                 | 吉田綾乃クリスティー、佐藤璃果、松尾美佑                                   |                      |
| 37 | 2024年02月24日  | 沖縄ご褒美旅・前編                                           | 金川紗耶、弓木奈於                                                         |                      |
| 38 | 2024年03月30日  | 沖縄ご褒美旅・後編                                           | 金川紗耶、弓木奈於                                                         |                      |
| 39 | 2024年04月27日  | “4”をお試し                                                  | 佐藤璃果、柴田柚菜、松尾美佑                                               | 柴田柚菜             |
| 40 | 2024年05月25日  | いちごをお試し                                               | 佐藤璃果、柴田柚菜、松尾美佑                                               | 伊藤理々杏           |
| 41 | 2024年06月29日  | 梅雨お試し中                                                 | 佐藤楓、向井葉月、田村真佑、五百城茉央                                     | 田村真佑             |
| 42 | 2024年07月13日  | 阪口＆清宮が“やってみたかったこと”をお試し ※45分に拡大       | 阪口珠美、清宮レイ                                                         |                      |
| 43 | 2024年08月31日  | テニスをお試し                                               | 佐藤楓、向井葉月、田村真佑、五百城茉央                                     | 向井葉月             |
| 44 | 2024年09月28日  | “タコパ”をお試し                                             | 黒見明香、林瑠奈、岡本姫奈、奥田いろは                                     | 林瑠奈               |
| 45 | 2024年010月26日 | “おじさんキャラ”をお試し                                     | 黒見明香、林瑠奈、岡本姫奈、奥田いろは                                     | 林瑠奈               |
| 46 | 2024年011月30日 | “焼きいも”をお試し                                           | 吉田綾乃クリスティー、矢久保美緒、小川彩、冨里奈央                         | 矢久保美緒           |
| 47 | 2024年012月28日 | 緊急企画向井葉月卒業SP                                       | 向井葉月、佐藤楓、岡本姫奈                                                 |                      |
| 48 | 2025年01月25日  | “お掃除タレント”をお試し                                     | 吉田綾乃クリスティー、矢久保美緒、小川彩、冨里奈央                         | 吉田綾乃クリスティー |
| 49 | 2025年02月22日  | “みかん”をお試し                                             | 佐藤璃果、黒見明香、矢久保美緒                                             | 佐藤璃果             |
| 50 | 2025年03月29日  | “ロケ弁愛”をお試し                                           | 佐藤璃果、黒見明香、矢久保美緒                                             | 黒見明香             |
| -  | 2025年04月26日  | #43の再放送                                                  | #43の再放送                                                                | #43の再放送          |
| 51 | 2025年05月05日  | 佐藤楓卒業スペシャル ※1時間スペシャル（21:00 - 22:00の放送） | 佐藤楓、岡本姫奈、冨里奈央                                                 | 岡本姫奈             |
| 52 | 2025年06月028日 | 林瑠奈ご褒美企画・前編                                       | 林瑠奈、吉田綾乃クリスティー、矢久保美緒、中村麗乃                         |                      |
| 53 | 2025年07月028日 | 林瑠奈ご褒美企画・後編                                       | 林瑠奈、吉田綾乃クリスティー、矢久保美緒                                   |                      |

## 放送時間
| 放送期間         | 放送日時                      | 放送局         | 備考   |
| ---------------- | ----------------------------- | -------------- | ------ |
| 2021年02月27日 - | 月1回最終土曜日 23:00 - 23:30 | TBSチャンネル1 | 本放送 |

## スタッフ
- 演出：吉田陵
- 構成：安部裕之、あないかずひさ
- 編集：和津田祐樹
- 宣伝：木村涼乃
- 編成：三浦亮馬
- スチール：井上修二
- 音効：石川眞士
- AD：長岡大嗣、佐藤光樹
- AP：安藤祐、大谷真弓
- ディレクター：管勇次郎
- ブレーン：長尾真
- プロデューサー：竹中優介
- 協力：乃木坂46合同会社
- 技術協力：TBS ACT、Alice
- 制作協力：HORA
- 製作著作：TBS